# Barleria hildebrandtii
Barleria hildebrandtii är en akantusväxtart som beskrevs av Spencer Le Marchant Moore. Barleria hildebrandtii ingår i släktet Barleria och familjen akantusväxter. Inga underarter finns listade i Catalogue of Life.